# تومي تومسون (لاعب كرة قدم)
تومي تومسون (بالإنجليزية: Tommy Thompson)‏ (و. 1916 – 1989 م) هو لاعب كرة قدم أمريكية، من الولايات المتحدة، ولد في هتشنسون، يلعب كظهير ربعي، توفي في هتشنسون، عن عمر يناهز 73 عاماً، بسبب ورم المخ.

## التعليم
تعلم في جامعة تلسا.

## روابط خارجية
- تومي تومسون على موقع مرجع كرة القدم المحترفة.كوم (الإنجليزية)
- تومي تومسون على موقع JustSportsStats.com (الإنجليزية)